# 行政長官辦公室 (建築物)

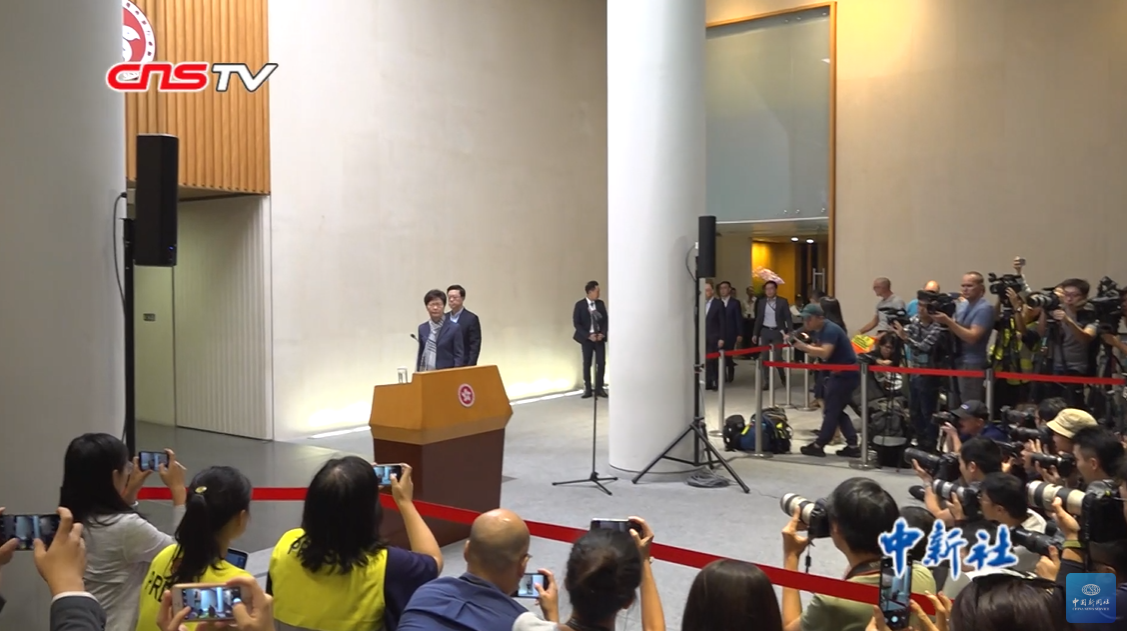
行政長官辦公室大堂

行政長官辦公室（英語：Chief Executive's Office），是香港特別行政區行政長官辦公室之辦公大樓，位於香港香港島金鐘添馬添華道1號。行政長官辦公室是添馬艦發展工程的三組建築之一，其東為立法會綜合大樓，其南則為政府總部，三組建築之間的綠化帶闢作添馬公園。
行政長官辦公室於2011年8月8日啟用，在此之前，辦公室位於中環的禮賓府內。

## 採訪自由爭議
2011年8月11日，3名來自《明報》、《星島日報》及《資本壹週》的記者到新立法會大樓採訪，經登記獲發許可證後進入新政府總部範圍，其後走到特首辦公室觀看，有警員要求了解是否保安設計有漏洞，希望3記者自願錄口供，但其後警方以企圖爆竊罪名拘捕3名記者，調查至深夜後撤銷拘捕，其中《明報》和《星島》記者凌晨時分已獲釋放。
對於警方一度以企圖爆竊罪拘捕進入政府新總部大樓的記者，有立法會議員批評政府濫權、莫須有，認為特首應為事件道歉；特首辦對事件沒有回應。

### 引用
1. ↑  . 明報. 2011-08-12  [2014-07-18]. （原始内容存档于2016年3月10日）.